# Ambrosiinae
Ambrosiinae, podtribus glavočika, dio je tribusa Heliantheae. Tipični je rod  Ambrosia s 46 priznatih vrsta.
Cijeli podtribus endemiča je za Ameriku. Ime tipičnog roda dolazi po istoimenoj grčkoj riječi u značenju besmrtan, jer je prema predaji bila hrana bogova koja ih je činila besmrtnim. U Europu je obična ambrozija uvezena u 19. stoljeću. 

## Opis
Ambrosiinae su jedno od najistaknutijih podplemena u savezu Heliantheae (Asteraceae), uglavnom zbog specijalizacije prema oprašivanju vjetrom. Svojte potplemena uglavnom su porijeklom iz Amerike, iako su neke vrste postigle kozmopolitsku rasprostranjenost.
Članovi podplemena Engelmanniinae smatraju se bliskima Ambrosiinae, zbog zajedničkih morfoloških osobina. Međutim, smještaj Ambrosiinae unutar saveza Heliantheae još nije potvrđen filogenetskim analizama. Salvatore Tomasello, Tod F. Stuessy, Christoph Oberprieler i Günther Heubl o svom istraživanju kažu: “U ovoj studiji testiramo cirkumskripciju podplemena Ambrosiinae i ispitujemo odnose među njegovim rodovima. Koristili smo informacije o sekvenci iz tri plastidna (psbA-trnH, trnQ-rps16 i trnL-F) i dva nuklearna (ITS i D35) markerska područja. Provedene su analize filogenetskih zaključaka, primjenom Bayesovog zaključivanja (BI) i Maksimalne vjerojatnosti (ML).”
Podpleme Ambrosiinae je u svim analizama utvrđeno monofiletsko ili gotovo takvo. Rodovi Dugesia i Rojasianthe (prethodno smatrani dijelom podplemena Engelmanniinae) u nekim se slučajevima grupiraju zajedno s Ambrosiinae; ovi rodovi očito nisu dio Engelmanniinae. Unutar Ambrosiinae, rodovi Parthenium i Parthenice zauzimaju bazalne položaje, dok su pripadnici roda Ambrosia najizvedeniji predstavnici podtribusa. Prijašnja podjela Ambrosiinae na "Iveae" (članovi koji imaju androginu kapitulu i slobodne ahenije) i "Ambrosieae" (rodovi s jednospolnim glavama i ahenijama zatvorenim u brazdama) nije potvrđena. Rezultati također omogućuju razmatranje odnosa među vrstama i subgeneričkim skupinama unutar Parthenium, Iva i Ambrosia.

## Rodovi
1. Ambrosia L. (46 spp.)
2. Dicoria Torr. & A. Gray (2 spp.)
3. Euphrosyne DC. (4 spp.)
4. Cyclachaena Fresen. (1 sp.)
5. Hedosyne Strother (1 sp.)
6. Iva L. (10 spp.)
7. Parthenice A. Gray (1 sp.)
8. Parthenium L. (21 spp.)
9. Xanthium L. (5 spp.)